# Nargis
Nargis Dutt  (nascida Fatima Rashid; Prayagraj, 1 de junho de 1929 – Bombaim, 3 de maio de 1981), também conhecida por seu pseudônimo Nargis, foi uma atriz de cinema indiana que atuou em filmes clássicos de Bollywood. Considerada uma das maiores atrizes da história do cinema hindu, estreou na tela em um papel menor aos 5 anos de idade com Talash-E-Haq (1935), mas sua carreira de atriz realmente começou com o filme Tamanna (1942).
Em uma carreira que durou três décadas, Nargis apareceu em inúmeros filmes de sucesso comercial, bem como aclamados pela crítica, muitos dos quais a apresentavam ao lado do ator Raj Kapoor. Ela era a irmã mais nova do famoso ator Anwar Hussain. Seu papel mais conhecido foi o de Radha no filme indicado ao Oscar Mother India (1957), um desempenho que lhe rendeu o Prêmio Filmfare de Melhor Atriz. Ela apareceria com pouca frequência nos filmes durante os anos 60. Alguns de seus filmes desse período incluem o drama Raat Aur Din (1967), pelo qual ela recebeu o prêmio National Film Award de Melhor Atriz.
Nargis se casou com sua co-estrela de Mother India, Sunil Dutt, em 1958. Juntos, eles tiveram três filhos, incluindo o ator Sanjay Dutt. Junto com o marido, Nargis formou a Trupe de Cultura das Artes de Ajanta, que reuniu vários atores e cantores importantes da época e realizou apresentações de palco em áreas de fronteira. No início dos anos 1970, Nargis tornou-se o primeiro patrono da The Spastic Society of India e seu trabalho subsequente com a organização trouxe seu reconhecimento como assistente social e mais tarde uma indicação ao Rajya Sabha em 1980.
Nargis morreu em 1981 de câncer de pâncreas, apenas três dias antes de seu filho, Sanjay Dutt, fazer sua estreia em filmes hindi com o filme Rocky. Em 1982, a Fundação Nargis Dutt Memorial Cancer foi estabelecida em sua memória. O prêmio de Melhor Longa-Metragem sobre Integração Nacional na cerimônia do Annual Film Awards é chamado de Prêmio Nargis Dutt em sua homenagem.

## Início da vida e antecedentes
Nargis nasceu como Fatima Rashid em Calcutá, na presidência de Bengala, no Império Britânico da Índia (agora Kolkata, Bengala Ocidental, Índia). Seu pai Abdul Rashid, ex-Mohanchand Uttamchand ("Mohan Babu") Tyagi, era originalmente um rico herdeiro hindu Mohyal Brahmin de Rawalpindi, província de Punjab, que havia se convertido ao islamismo.  Sua mãe era Jaddanbai, uma cantora de música clássica hindustani e uma das pioneiras do cinema indiano.  A família de Nargis mudou-se para Allahabad de West Punjab. Ela introduziu Nargis na cultura do cinema que se desenrolava na Índia na época. O meio-irmão materno de Nargis, Anwar Hussain (1928-1988), também se tornou um ator de cinema.

## Carreira
Fátima fez sua primeira aparição no cinema no filme Talashe Haq de 1935, quando tinha seis anos de idade, creditada como Baby Nargis. Nargis (نرگس [ˈNərɡɪs]) é uma palavra persa que significa narciso, a flor. Ela foi posteriormente creditada como Nargis em todos os seus filmes.
Nargis apareceu em vários filmes depois de sua estreia; ganhou fama duradoura por seus papéis posteriores, adultos, a partir dos 14 anos, em Tahdeer, de Mehboob Khan , em 1943, contracenando com o Motilal. Ela estrelou em muitos filmes populares hindus do final dos anos 1940 e 1950, como Barsaat (1949), Andaz (1949), Jogan (1950), Awaara (1951), Deedar (1951), Anhonee (1952), Shree 420. (1955) e Chori Chori (1956). Ela apareceu no drama épico indicado ao Oscar de Mehboob Khan, Mother India, em 1957, pelo qual ela ganhou o prêmio de Melhor Atriz Filmfare por sua performance. Baburao Patel, da revista cinematográfica Filmindia (dezembro de 1957), descreveu Mother Índia como "o maior filme produzido na Índia" e escreveu que nenhuma outra atriz teria sido capaz de interpretar o papel tão bem quanto Nargis.
Após seu casamento com Sunil Dutt em 1958, Nargis desistiu de sua carreira cinematográfica para se estabelecer com sua família, depois que seus últimos filmes foram lançados. Ela fez sua última aparição no filme de 1967, Raat Aur Din. O filme foi bem recebido e o desempenho de Nargis como uma mulher que tem transtorno dissociativo de identidade foi aclamado pela crítica.  Para este papel, ela ganhou um National Film Award de Melhor Atriz e se tornou a primeira atriz a ganhar nesta categoria. Ela também recebeu uma indicação ao Filmfare Best Actress Award para este filme.
Em 2011, a Rediff.com listou-a como a maior atriz de todos os tempos, afirmando: "Uma atriz com estilo, graça e uma presença incrivelmente quente na tela, Nargis é verdadeiramente uma protagonista para se celebrar." ML Dhawan do The Tribune disse: "Em quase todos os seus filmes, Nargis criou uma mulher que poderia ser desejada e deificada. O carisma da imagem da tela de Nargis estava em que oscilava entre o simples e o chique com igual facilidade."
Ela também foi nomeada para o Rajya Sabha (Câmara Alta do Parlamento Indiano) de 1980-81 mas devido ao câncer, ela adoeceu e morreu durante o seu mandato.

## Filmografia
- Talashe Haq (1935)
- Madam Fashion (1936)
- Taqdeer (1943)
- Humayun (1945)
- Bisvi Sadi (1945)
- Ramayani (1945)
- Nargis (1946)
- Mehandi (1947)
- Mela (1948)
- Anokha Pyar (1948)
- Anjuman (1948)
- Aag (1948)
- Roomal (1949)
- Lahore (1949)
- Darogaji (1949)
- Barsaat (1949)
- Andaz (1949)
- Pyaar (1950)
- Meena Bazaar (1950)
- Khel (1950)
- Jogan (1950)
- Jan Pahchan (1950)
- Chhoti Bhabhi (1950)
- Babul (1950)
- Aadhi Raat (1950)
- Saagar (1951)
- Pyar Ki Baaten (1951)
- Hulchul (1951)
- Deedar (1951)
- Awaara (1951)
- Sheesha (1952)
- Bewafaa (1952)
- Ashiana (1952)
- Anhonee (1952)
- Amber (1952)
- Shikast (1953)
- Paapi (1953)
- Dhoon (1953)
- Aah (1953)
- Angarey (1954)
- Shree 420 (1955)
- Jagte Raho (1956)
- Chori Chori (1956)
- Pardesi
- Mother India (1957)
- Lajwanti (1958)
- Ghar Sansar (1958)
- Adalat (1958)
- Yaadein (1964)
- Aditya ₨ (1967)
- Tosa oneira stous dromous'    ' (1968)